# Луций Ветий Ювен
Луций Ветий Ювен (на гръцки: Λουκιου Ουεττιου Ιουβενος; на латински: Lucius Vettius Juvenis) е римски управител (legatus Augusti pro praetore Thraciae) на провинция Тракия по времето на августите Пупиен, Балбин и Гордиан III между 238 и 241 г.
Произхожда от знатния римски род Ветии. Името му е известно от два надписа – от Августа Траяна (дн. Стара Загора) с името на Гордиан III и пътна колона на градската управа на Филипопол от пътна станция Паремболе (дн. с. Белозем) с името на август Балбин. С това вероятно е подготвял бъдещо преминаване на Балбин през Тракия, осуетено от неговото убийство.
Ювен запазва поста си и при следващия август Гордиан III. При неговото управление провинция Тракия е засегната от нападение на племето карпи, с които той вероятно воюва. При това нападение са укрити множество съкровища в Тракия на юг от Хемус – в Пазарджишко, Пловдивско и Бургаско. Нападението е отблъснато през 239 г. от управителя на Долна Мизия Тулий Менофил.